# Гоздзяк, Дариуш
Дариуш Гоздзяк (пол. Dariusz Goździak; род. 6 декабря 1962, Суленцин, Любушское воеводство) — польский пятиборец, олимпийский чемпион Летних Олимпийских игр 1992 года, призёр чемпионата мира и Европы.

## Биография
Дариуш Гоздзяк родился 6 декабря 1962 года в Суленцине. Отец — Кшиштоф (преподаватель в учебном заведении Любневице), мать — Тереза Барчак. Дариуш окончил местную среднеобразовательную школу в 1981 году, после чего два года обучался в медицинском колледже в Зелёна-Гуре (специальность — физиотерапевт). Во время спортивных тренировок познакомился с Мацеем Чижовичем, и в дальнейшем оба пятиборца выступали в одной команде. Дариуш Гоздзяк характеризовался как хороший стрелок и бегун, что несомненно делало его важным звеном в команде пятиборцев. Первой значимой медалью в его активе стала бронза, которая была добыта в командных соревнованиях на Чемпионате Европы по современному пятиборью 1989 года в шведском городе Умео. В дальнейшем становился обладателем медалей различного достоинства на Чемпионате мира 1990/91 и 1995 года. Женат на Эдите Дудек, где в браке у пары двое детей — Дэвид (1990 год) и Полина (1991 год).
За выдающийся вклад в польское олимпийское движение, а также спортивные достижения перед государством в 2011 году Дариуш Гоздзяк был награждён кавалерским (рыцарским) крестом Ордена Возрождения Польши. От имени главы государства Бронислава Коморовского награду вручил советник президента — Ян Литинский.
В 2017 году Олимпийский комитет Польши проводил разного рода мероприятия в польских городах, приуроченных к проведению первых Олимпийских игр в Афинах в 1896 году. Параллельно с этим проводилось чествование спортсменов, где отдельной выставкой была представлена история завоевания золотой медали командой из Гоздзяк, Скршипашека и Чижовича на Летних Олимпийских играх 1992 года в Барселоне.

### Олимпийские выступления
Единственными успешными олимпийскими соревнованиями в карьере Дариуша стали Летние Олимпийские игры 1992 года в Барселоне. С результатом 16,018 золото в командных соревнованиях по современному пятиборью выиграла польская команда (Дариуш Гоздзяк, Аркадиуш Скршипашек, Мацей Чижович). Второе место заняла Объединённая команда (15,924), а третье итальянские спортсмены (15,760).

## Примечание
1. ↑  Коллектив авторов. Большая олимпийская энциклопедия. Том 1. А–Н. — Litres, 2017-09-05. — 785 с. — ISBN 9785040498109.
2. ↑  Polski Komitet Olimpijski. Biografie • Polski Komitet Olimpijski (пол.). www.olimpijski.pl. Дата обращения: 16 октября 2017. Архивировано 17 октября 2017 года.
3. ↑  prezydent.pl. Ordery dla zasłużonych sportowców i działaczy / Ordery i odznaczenia / Aktualności / Archiwum Bronisława Komorowskiego / Oficjalna strona Prezydenta Rzeczypospolitej Polskiej (пол.). www.prezydent.pl. Дата обращения: 16 октября 2017. Архивировано 17 октября 2017 года.
4. ↑  Polish Olympic Committee holds 53rd edition of Central Inauguration of the Olympians' Days. 1492332180. Архивировано 2017-10-16. Дата обращения: 2017-10-16. {{cite news}}: Проверьте значение даты: |date= (справка)
5. ↑  Modern Pentathlon at the 1992 Barcelona Summer Games: Men's Team (англ.). Olympics at Sports-Reference.com. Дата обращения: 16 октября 2017. Архивировано из оригинала 6 августа 2009 года.
6. ↑  George Constable. XXV Olympiad: Barcelona 1992, Lillehammer 1994. — Warwick Press Inc., 2015-11-18. — 667 с. — ISBN 9781987944228. Архивировано 16 октября 2017 года.
7. ↑  Коллектив авторов. Большая олимпийская энциклопедия. Том 2. О–Я. — Litres, 2017-09-05. — 969 с. — ISBN 9785040498116.